# Margarinotus mateui
Margarinotus mateui är en skalbaggsart som först beskrevs av Thérond 1964.  Margarinotus mateui ingår i släktet Margarinotus och familjen stumpbaggar. Inga underarter finns listade i Catalogue of Life.